# Selb
Selb is een stad in de Duitse deelstaat Beieren, gelegen in de Landkreis Wunsiedel im Fichtelgebirge. De stad telt 14.708 inwoners.
Selb is sinds 1857 een vermaard centrum van de porseleinindustrie, met de fabrieken van met name nog de merken Hutschenreuther en Rosenthal.

## Indeling van de gemeente

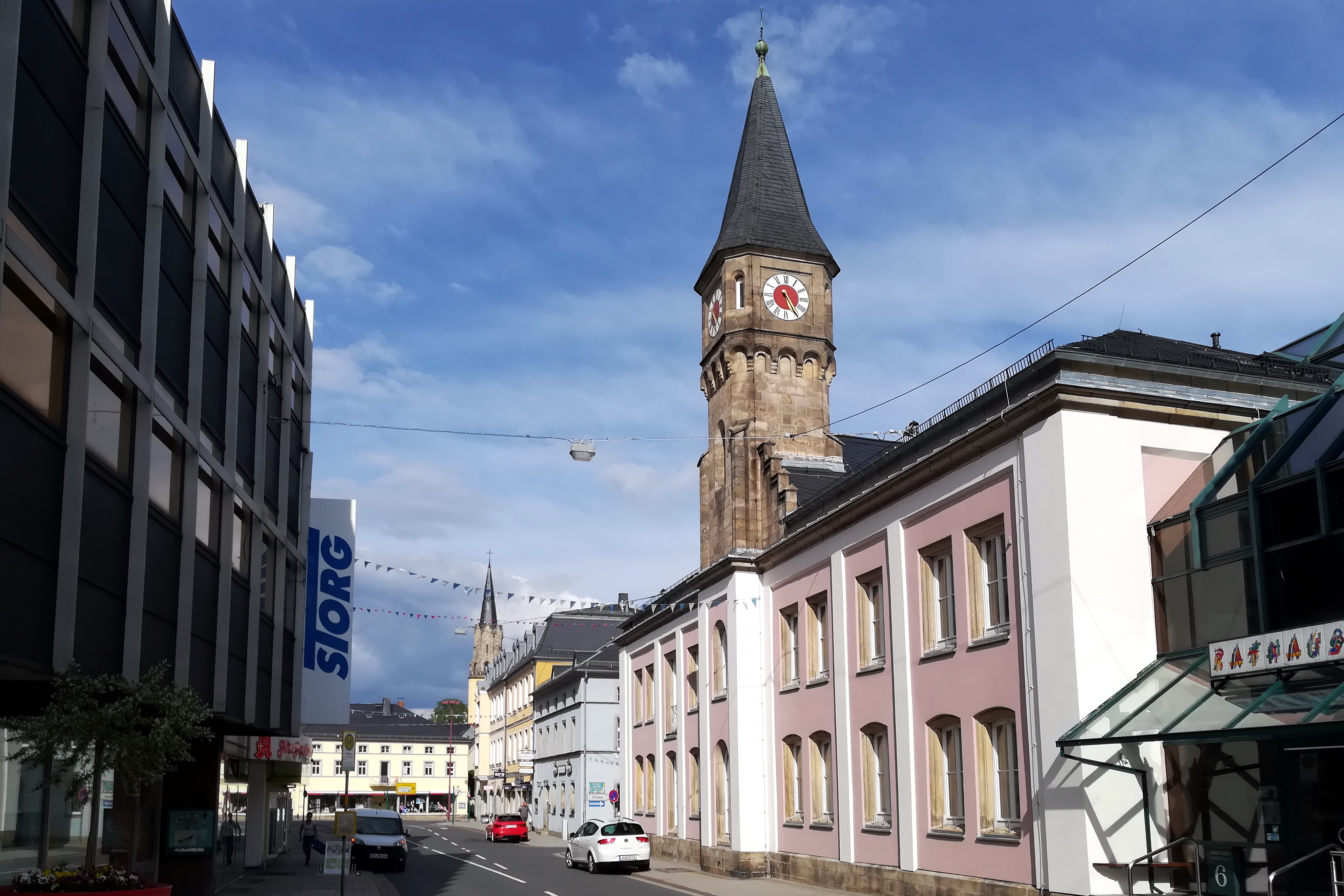
Gemeentehuis
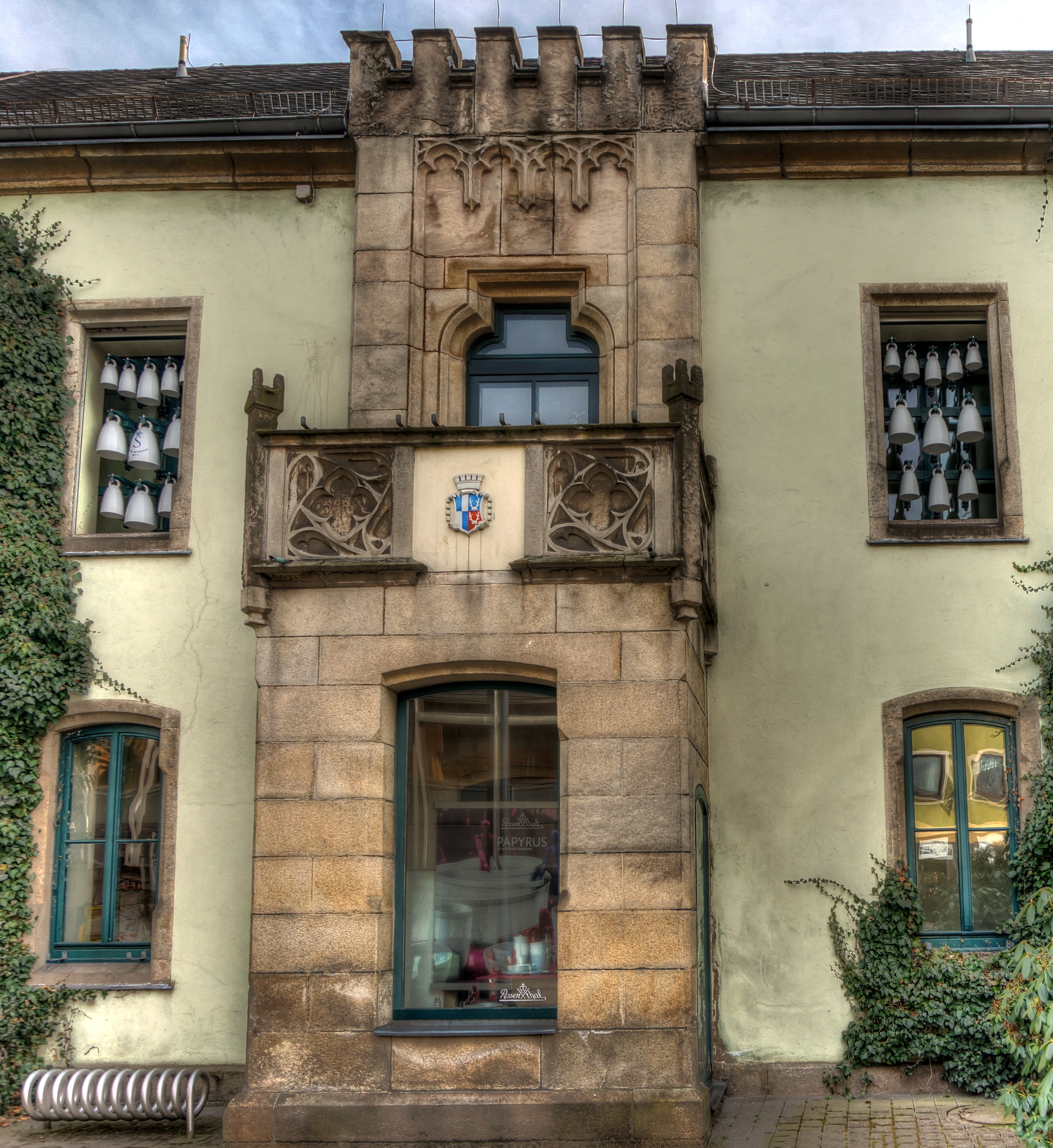
Bordes van dit gebouw met links en rechts het Porzellanglockenspiel
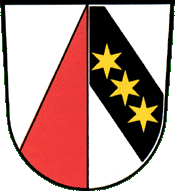
Dorpswapen van Erkersreuth

Selb bestaat officieel uit 45 stadsdelen (Gemeindeteile), dit zijn:
- de hoofdplaats Selb
- de stadswijk Selber Vorwerk
- het parochiedorp Erkersreuth (N) met ruim 1.500 inwoners
- de 3 kerkdorpen Mittelweißenbach (W), Spielberg (W) en Selb-Plößberg (NW)
- de 15 dorpjes zonder eigen kerkgebouw (Dörfer) Buchwald (O), Dürrewiesen, Hammergut, Heidelheim (W), Längenau (O), Lauterbach (N), Mühlbach (O), Oberweißenbach (W) , Plößberg i.OFr. (N), Silberbach (Z), Steinselb (W), Stopfersfurth, Unterweißenbach (W), Vielitz (N) en Wildenau.
- de 24 gehuchten (Weiler) en Einöden[2] Bärenhaus, Blumenthal, Dürrloh, Erbhaus, Fußhaus, Hafendeck, Häusellohe, Heuloh, Holzhäuser, Laubbühl, Leupoldshammer, Linden, Ludwigsmühle, Neuenbrand, Neuhof, Obersteinmühle, Papiermühle, Prexhäuser, Reuth, Rohrlohmühle, Schatzbach, Sommermühle , Untersteinmühle en Wellerthal.

De aanduiding W, O enzovoort geeft de situering ten opzichte van het stadje Selb zelf aan (westelijk, oostelijk enz.).

## Geografie

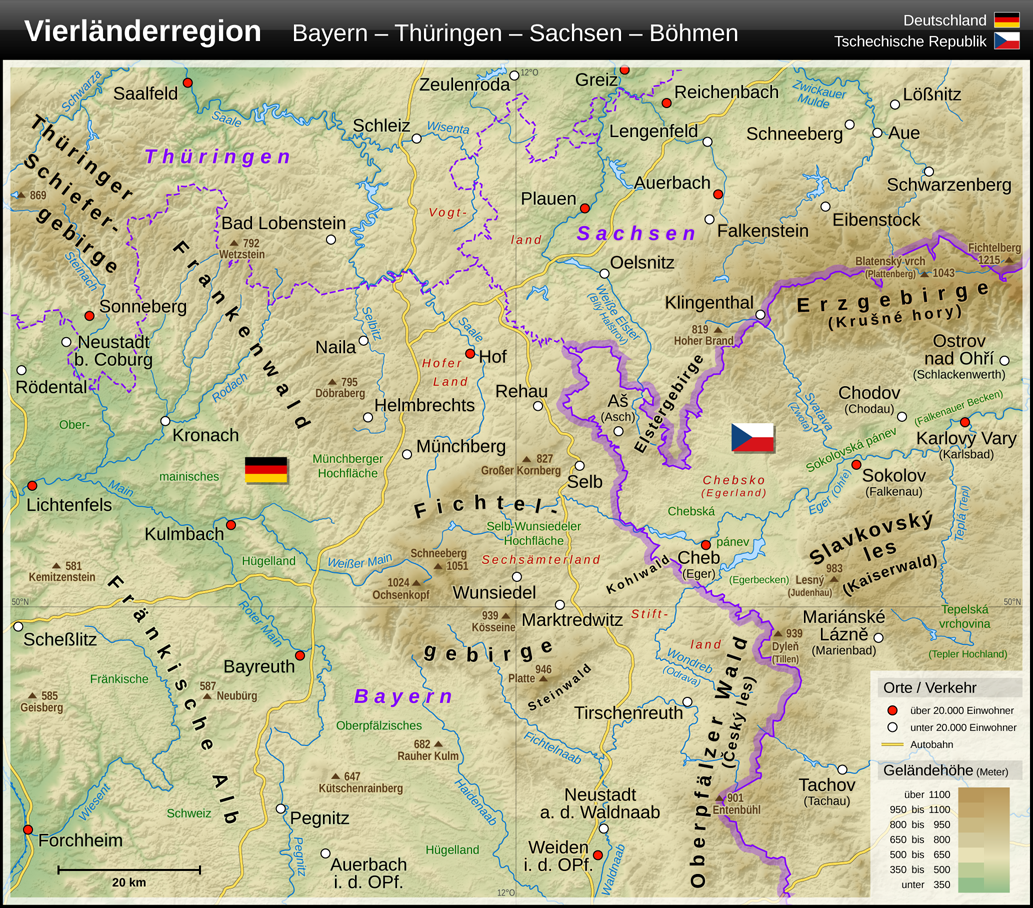
Het Fichtelgebergte rondom Selb

De stad Selb ligt in het Fichtelgebergte aan de grens met Tsjechië, in het noordoosten van Beieren op circa 20 kilometer van Saksen en 30 kilometer van Thüringen. De stad heeft een oppervlakte van 86,06 km².
Door het uiterste zuiden van de gemeente, bij de uitspanning Blumenthal, loopt de rivier de Eger. Door de stad loopt een bij Aš, (Tsjechië) ontspringend beekje, dat Selbbach (Tsjechisch: Račí potok) heet, en waarnaar de stad wellicht genoemd is.

### Buurgemeentes
- In het noordwesten: Schönwald
- In het noorden: Rehau
- In het noordoosten: Aš, (Tsjechië)
- In het westen: Martinlamitzer Forst-Süd, een gemeentevrij gebied
- In het oosten: Hazlov, (Tsjechië)
- In het zuidwesten: Marktleuthen
- In het zuiden: Kaiserhammer Forst-Ost, een gemeentevrij gebied
- In het zuiden: Thierstein
- In het zuid-zuidoosten: Hohenberg an der Eger

De dichtstbij gelegen grotere Duitse stad is Hof, dat ongeveer 30 km ten noordwesten van Selb ligt.

### Infrastructuur

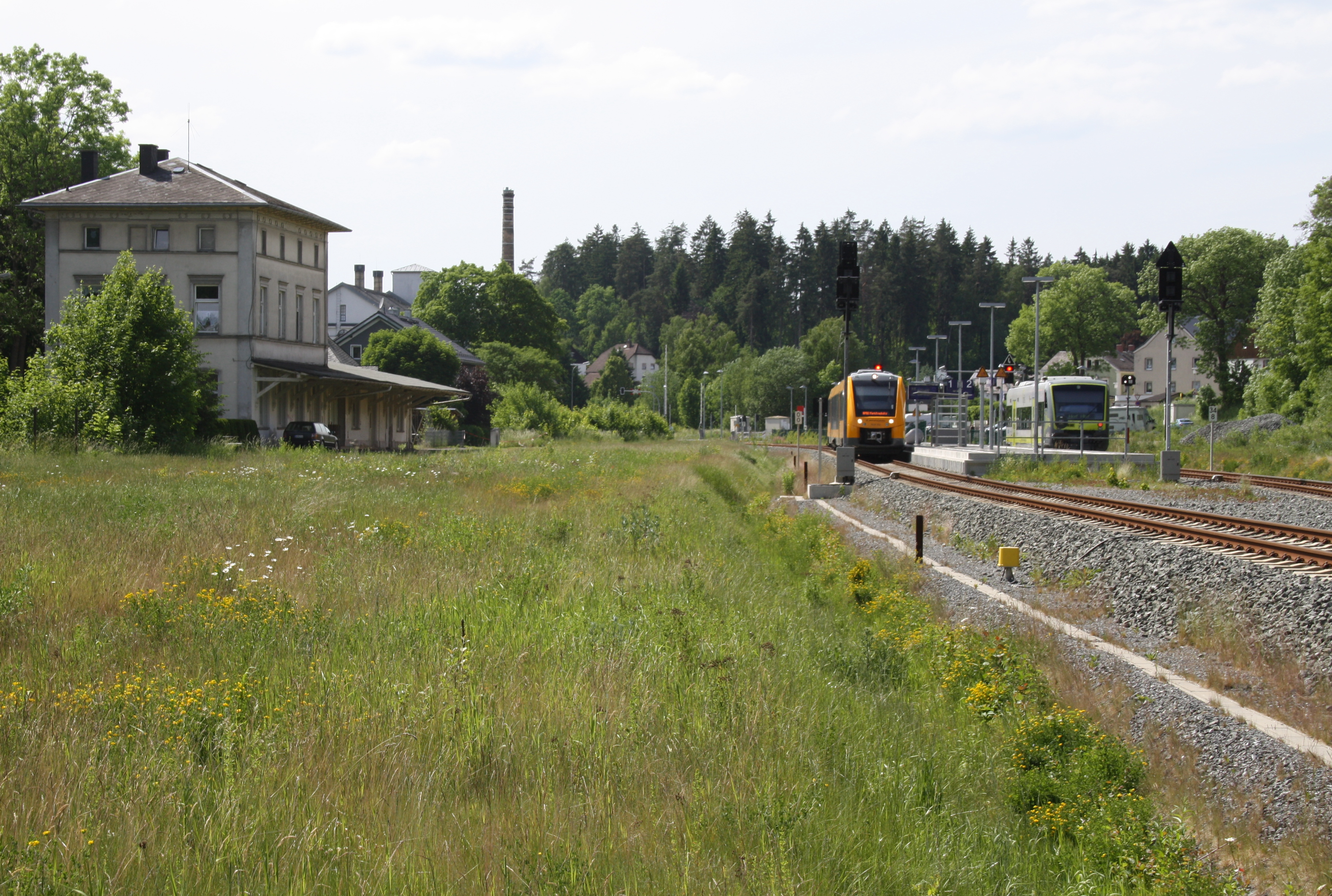
Station Selb-Plößberg
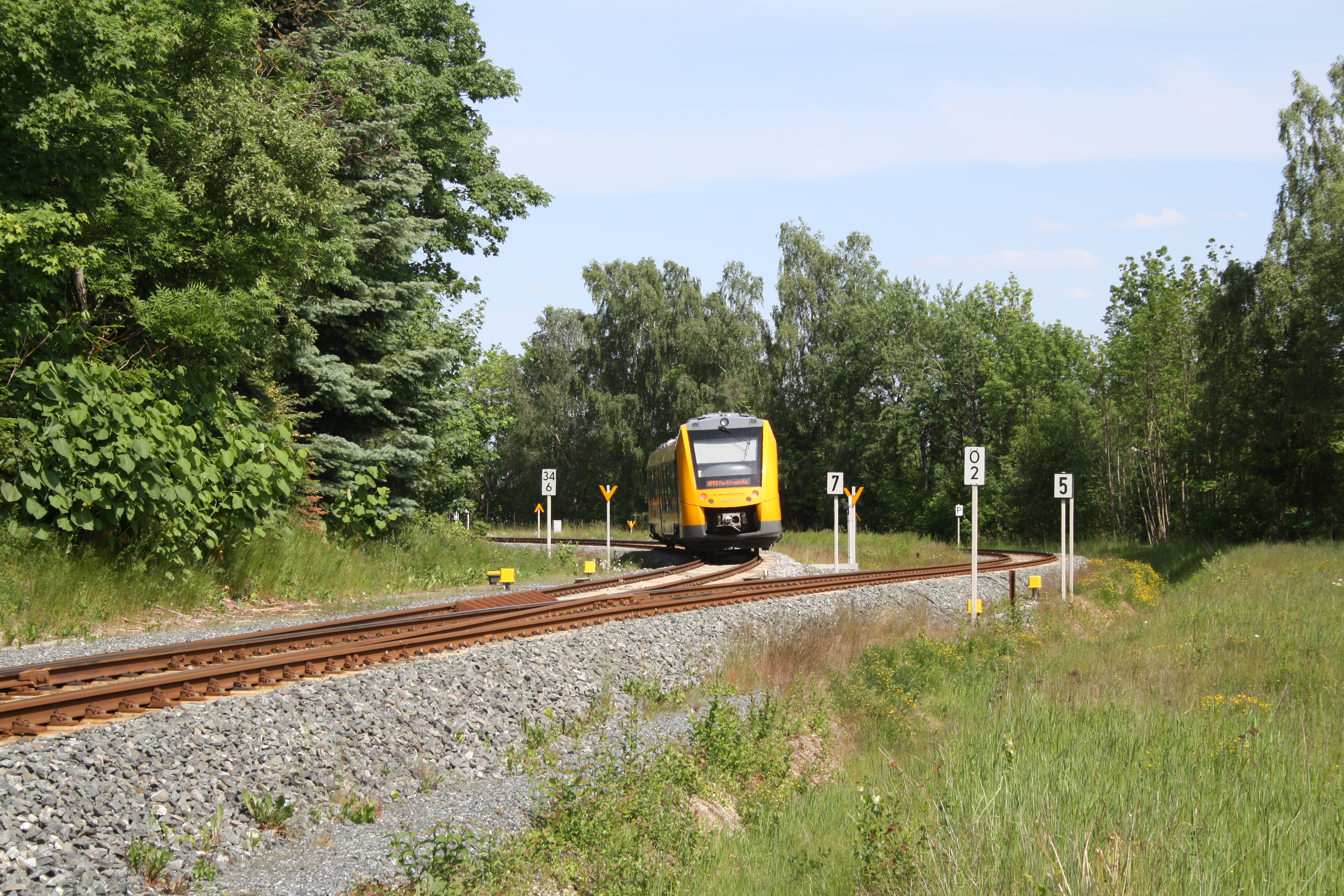
Splitsing spoorlijnen bij Selb-Plößberg, rechts de lijn naar Selb-Stadt
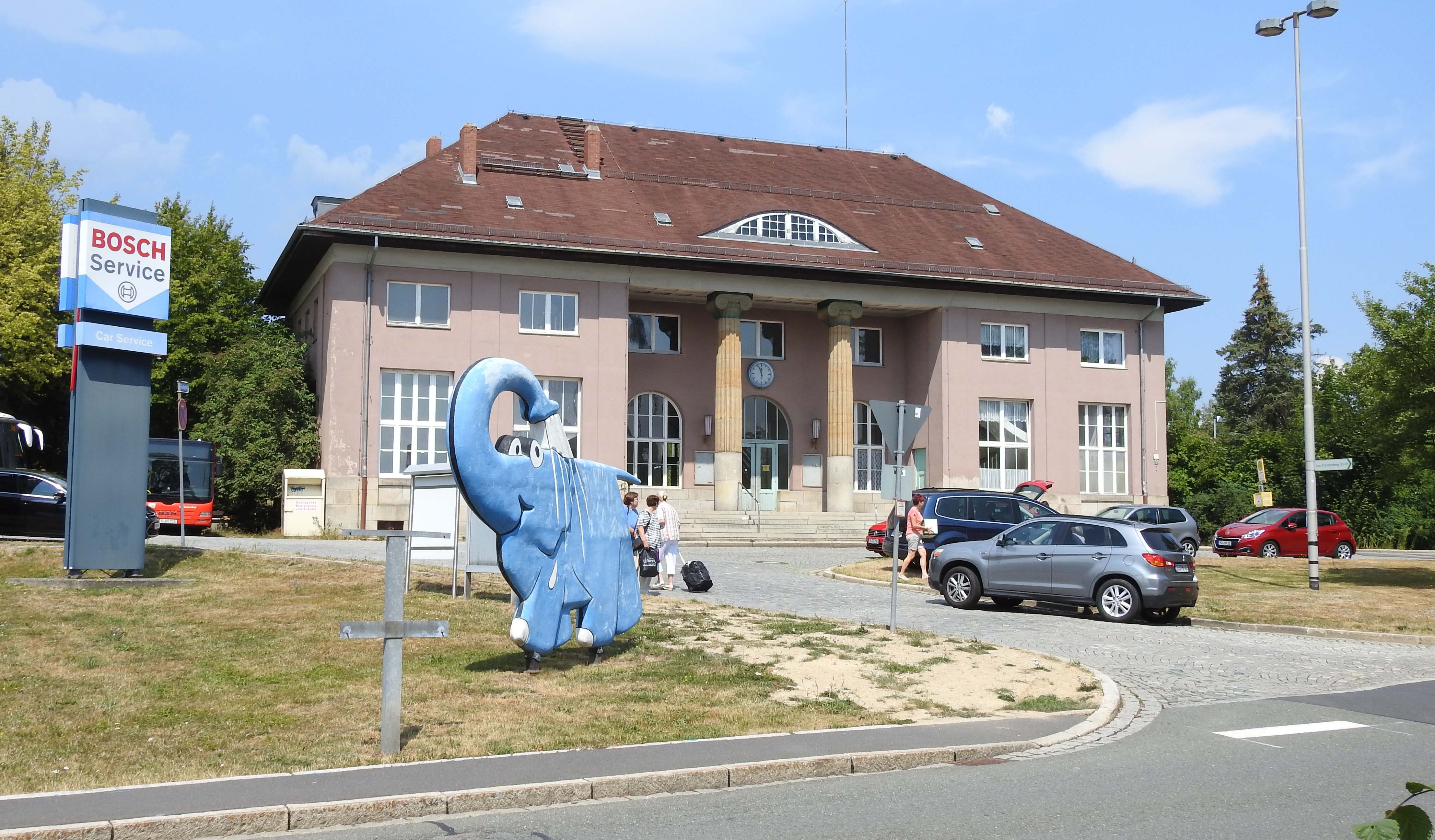
Stationsgebouw Selb-Stadt

De Autobahn A93 loopt westelijk langs Selb. Op afrit 8 Selb-Nord en 9 Selb-West (in Ortsteil Mittelweißenbach) kruist deze de Bundesstraße 15, die door de gemeente loopt.
In de stad, in station Selb-Stadt, begint een spoorlijntje naar o.a. Rehau en Oberkotzau, met als eindpunt Hof Hbf, dat in de gemeente Selb nog de stations of haltes Selb-Nord, Erkersreuth en Selb-Plößberg aandoet. Over deze spoorlijn rijdt één keer per uur, soms ook één keer per twee uur, een stoptrein van Deutsche Bahn.
Op het in 2015 gerenoveerde station Selb-Plößberg, dat bij het museum Porzellanikon staat, stoppen ook stoptreinen van en naar Marktredwitz en, de andere kant op, Aš in Tsjechië.

## Economie

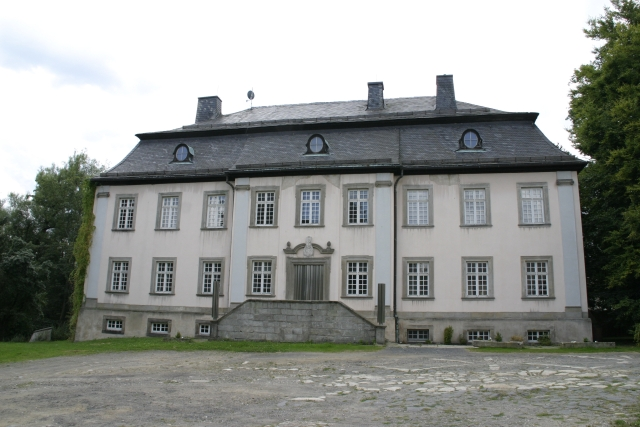
Kasteel Erkersreuth (1748), de eerste productielocatie van Rosenthal
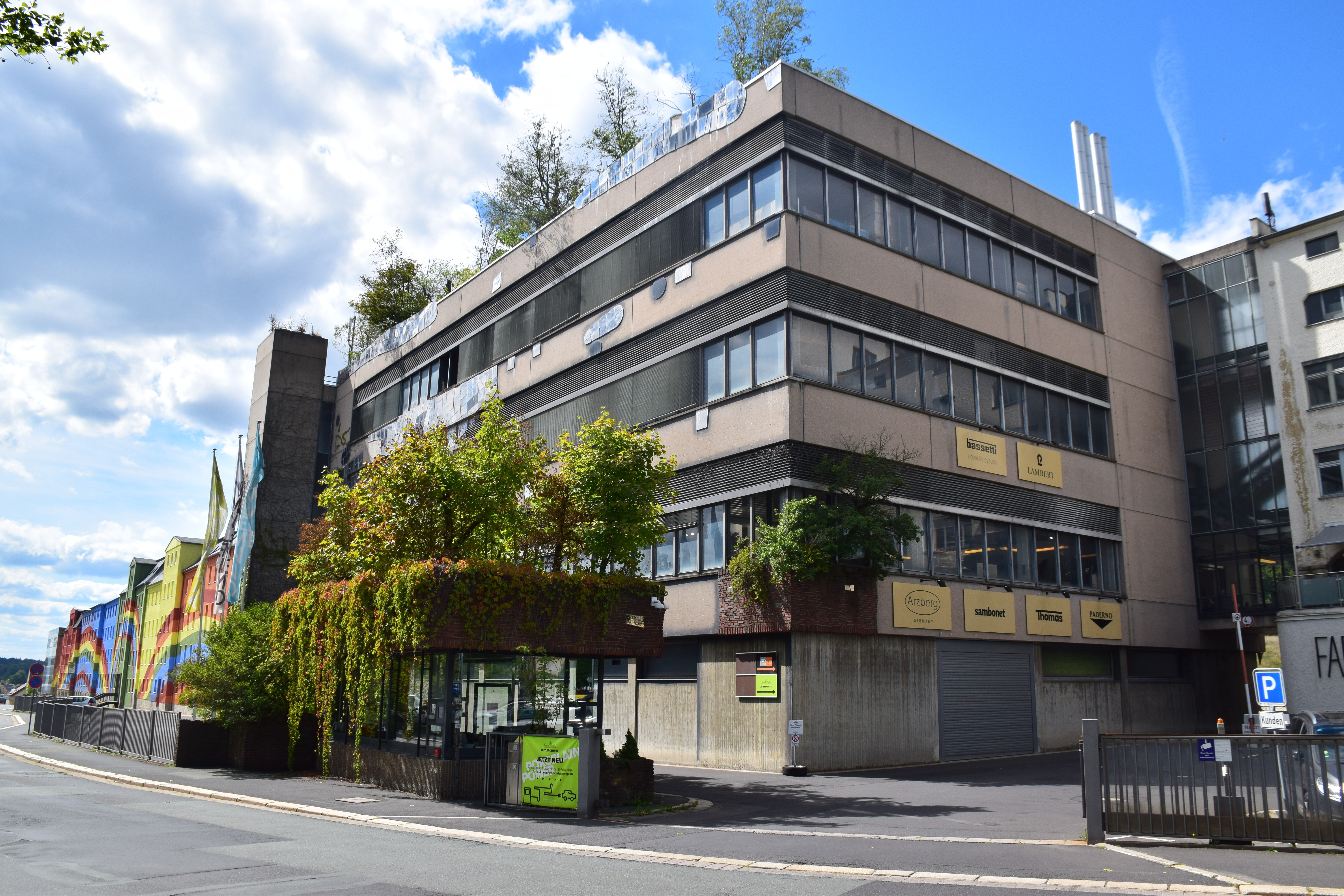
Fabriekspand van Rosenthal (1980-1982), ontwerp grotendeels van Friedensreich Hundertwasser, tegenwoordig outlet-center

Een historische porseleinfabriek te Selb, de firma Rosenthal, werd in 1879 in Kasteel Erkersreuth, met eerst nog alleen een porseleinschildersatelier, bij Selb opgericht. Na een periode (1997-2008) van samenwerking met een Engels-Iers concern, waar ook Wedgwood toe behoorde, gevolgd door een afzetcrisis en een faillissement in 2009, werd het bedrijf als Rosenthal GmbH doorgestart en is sindsdien een dochteronderneming van het Italiaanse bedrijf Sambonet Paderno Industrie. Het bedrijf bezit de merkenrechten van o.a. de oude porseleinmerken Arzberg (sinds 2013) en Hutschenreuther (sinds 2000). In 2018 had de onderneming ruim 700 werknemers te Selb. Naast porselein worden er nog huishoudelijke artikelen van glas en aardewerk gemaakt.
De voormalige porseleinfabriek van Hutschenreuther is in 1998 overgenomen door  BHS tabletop AG. Deze onderneming, die mede de fabrieken van Bauscher  te Weiden en de porseleinfabriek van Schönwald omvat, had, volgens haar eigen website, in 2021 ruim 800 werknemers. Dit bedrijf produceert serviesgoed voor met name de horeca, ziekenhuizen, vliegtuigmaatschappijen enz.. BHS betekent: Bauscher , Hutschenreuther en Schönwald.
Het Japanse concern Kyocera heeft te Selb een groot filiaal voor toegepaste keramische producten. Of deze hier ook geproduceerd, of alleen gedistribueerd en verhandeld worden, is niet bekend.
Te Selb is de hoofdzetel van een wereldwijd opererend concern gevestigd met de naam Netzsch-Gruppe, dat (te Waldkraiburg) pompen, en o.a. te Selb zelf andere machineonderdelen voor procestechniek produceert, en wereldwijd 4.000 werknemers heeft.
Een kleiner concern met de naam RAPA, dat o.a. ventielen voor toepassing in de auto- en farmaceutische industrie produceert, met ongeveer duizend personeelsleden, heeft zijn hoofdkantoor en enkele kleine productielocaties te Selb.
In de stad zijn nog talrijke andere kleine en middelgrote bedrijven gevestigd, met een zwaartepunt op de productie van auto- en machine-onderdelen.
Enkele gesloopte of verbouwde porseleinfabrieken zijn de locaties geworden van outlet-winkelcentra.
Vanwege het natuurschoon in de omgeving en de gestegen belangstelling voor industrieel erfgoed is het toerisme in de gemeente Selb in belang sterk toegenomen.

## Geschiedenis

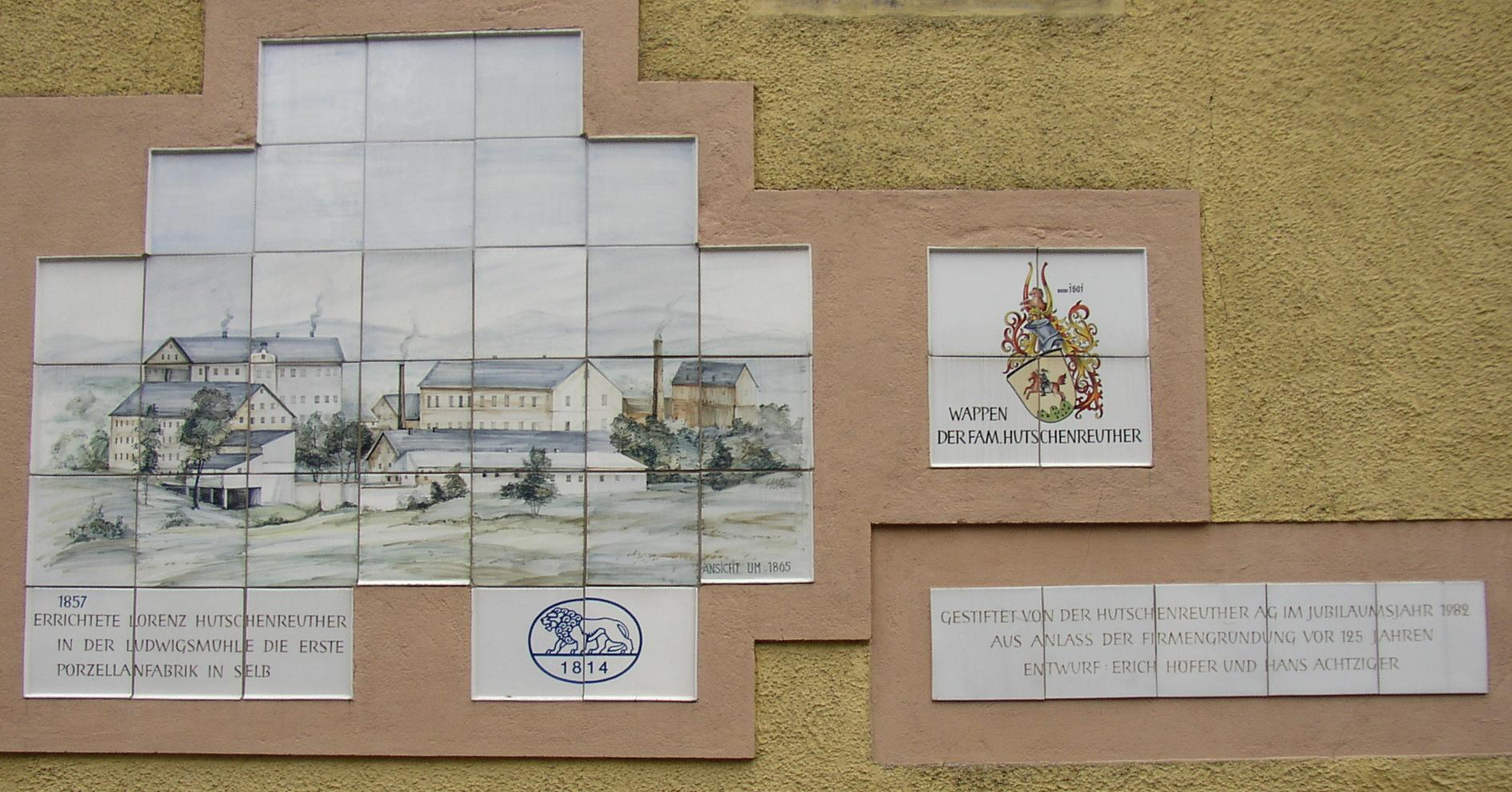
Gedenkplaquette Hutschenreuther-porseleinfabriek

In de 12e eeuw werd het tot dan vrijwel onbewoonde gebied door Beierse boeren gekoloniseerd. Plaatsnamen op -reuth- (-rode) wijzen op kolonisatie na het rooien van stukken bos. In 1281 wordt de plaats voor het eerst in een document vermeld.
Van 1252 tot 1691 beheerste een invloedrijk riddergeslacht, Von Raitenbach, het kasteel en dorp Erkersreuth. Het dorpswapen van Erkersreuth is op het familiewapen van dit geslacht geïnspireerd.
In 1426 verkreeg Selb uit handen van Frederik I van Brandenburg, in diens hoedanigheid van markgraaf van Bayreuth-Brandenburg stadsrechten. Selb was in de eeuwen daarop bij diverse hoge edelen populair als locatie voor de jacht en lag in een hertogelijk jachtdomein met productiebos (Forst). Aan de jachtactiviteiten herinneren symbolisch de hertengeweien in het stadswapen.
In de 17e en 18e eeuw ontwikkelde zich winning en, in hamermolens op o.a. de rivier de Eger, verwerking van ijzererts. Ook graniet werd gedolven; dit gesteente was geschikt voor het maken van molenstenen, grafstenen en voor de bouwnijverheid. Van 1709 tot plm. 1970 was er ook een papiermakerij (aanvankelijk een molen, later een fabriek) gevestigd. Ook ontwikkelde zich textielindustrie.
Tot aan de Napoleontische tijd was Selb steeds weer onder het gezag van andere heren gekomen. Na 1810 veranderde dit. De stad ging deel uitmaken van het Koninkrijk Beieren, dat in 1871 onder het oppergezag van het Duitse Keizerrijk kwam. De Beierse koning herstelde het stadsrecht voor Selb in 1836.
In maart 1856 werd de stad bij een grote brand bijna geheel verwoest. Daarom staan er in Selb maar weinig gebouwen van vóór die tijd meer. De talrijke werkloos geworden wevers in Selb vonden al spoedig emplooi voor Lorenz Hutschenreuther, die in 1859 de eerste porseleinfabriek te Selb oprichtte. In 1864 kreeg Selb aansluiting op het spoorwegnet. Daarna ontwikkelde Selb zich tot de belangrijkste productielocatie van porselein in geheel Duitsland. In 1900 had Selb 7.200 inwoners; er stonden 20 porseleinfabrieken met in totaal 100 ovens. De granietgroeven in de omgeving gingen een deel van het graniet malen; het gesteente hier was vrij van insluitsels van ijzerverbindingen en zodoende goed tot kaolien te malen. Kaolien is de belangrijkste grondstof voor porselein.
In 1933 kwam Adolf Hitler aan de macht. In zijn Derde Rijk was geen plaats voor het joodse bedrijf Rosenthal, dat onteigend werd. De naam werd om commerciële redenen ongewijzigd gelaten. In 1945 werd Selb door Amerikaanse troepen veroverd. Direct na de Tweede Wereldoorlog begon de immigratie van Heimatvertriebene, vooral Sudeten-Duitsers uit het aangrenzende Tsjecho-Slowakije. In 1949 was de bevolking van Selb hierdoor met 3.500 mensen gegroeid. Philip Rosenthal keerde in 1950 terug uit ballingschap in Engeland en begon de grote porseleinfabriek Rosenthal weer te leiden.
Op 11 september 1951 kaapten tegenstanders van het -in die jaren sterk repressieve- communistische regime van Tsjecho-Slowakije te Hazlov een passagierstrein. Enkelen wisten onder afdreiging met vuurwapens de besturing van de trein over te nemen; zij behoorden tot het spoorwegpersoneel, en hadden in de voorbereiding van hun actie ervoor gezorgd, dat hun gezinnen, en enkele tientallen andere dissidenten, juist in deze trein zaten. Door o.a. de noodrem te saboteren, konden zij dwars door een grensversperring rijden en uiteindelijk station Selb-Plößberg bereiken. De 70 à 80 Tsjechen in de trein, die geen tegenstanders van het regime waren, en dus tegen hun wil naar Duitsland waren gereden, werden twee dagen later gerepatrieerd, wat twee maanden later ook met het treinstel gebeurde. De anderen emigreerden uiteindelijk vrijwel allen naar Canada. De trein werd in latere berichtgeving Vrijheidstrein, in het Engels Freedom Train, of in het Tsjechisch, Vlak svobody genoemd. 
Vanaf 1965 begon het economische verval van de porseleinindustrie, die grotendeels werd weggeconcurreerd door goedkopere producten uit met name lagelonenlanden in Azië. In de periode tot 1990 daalde in Selb het aantal arbeidsplaatsen in deze bedrijfstak van 5.000 tot 1.000 en de meeste fabrieken sloten of fuseerden met branchegenoten in de periode tot 2015. Enkele naar elders vertrokken bedrijven hielden in Selb nog wel een verkoopkantoor of outlet-shop aan. Wel ontstond enige vervangende werkgelegenheid in andere takken van industrie en nijverheid. Parallel aan de economische teruggang, die in 2020 tot staan lijkt te zijn gekomen, daalde de bevolking van de gemeente Selb van omstreeks 24.000 in 1971 tot 15.000 omstreeks 2020.

## Bezienswaardigheden, evenementen, toerisme

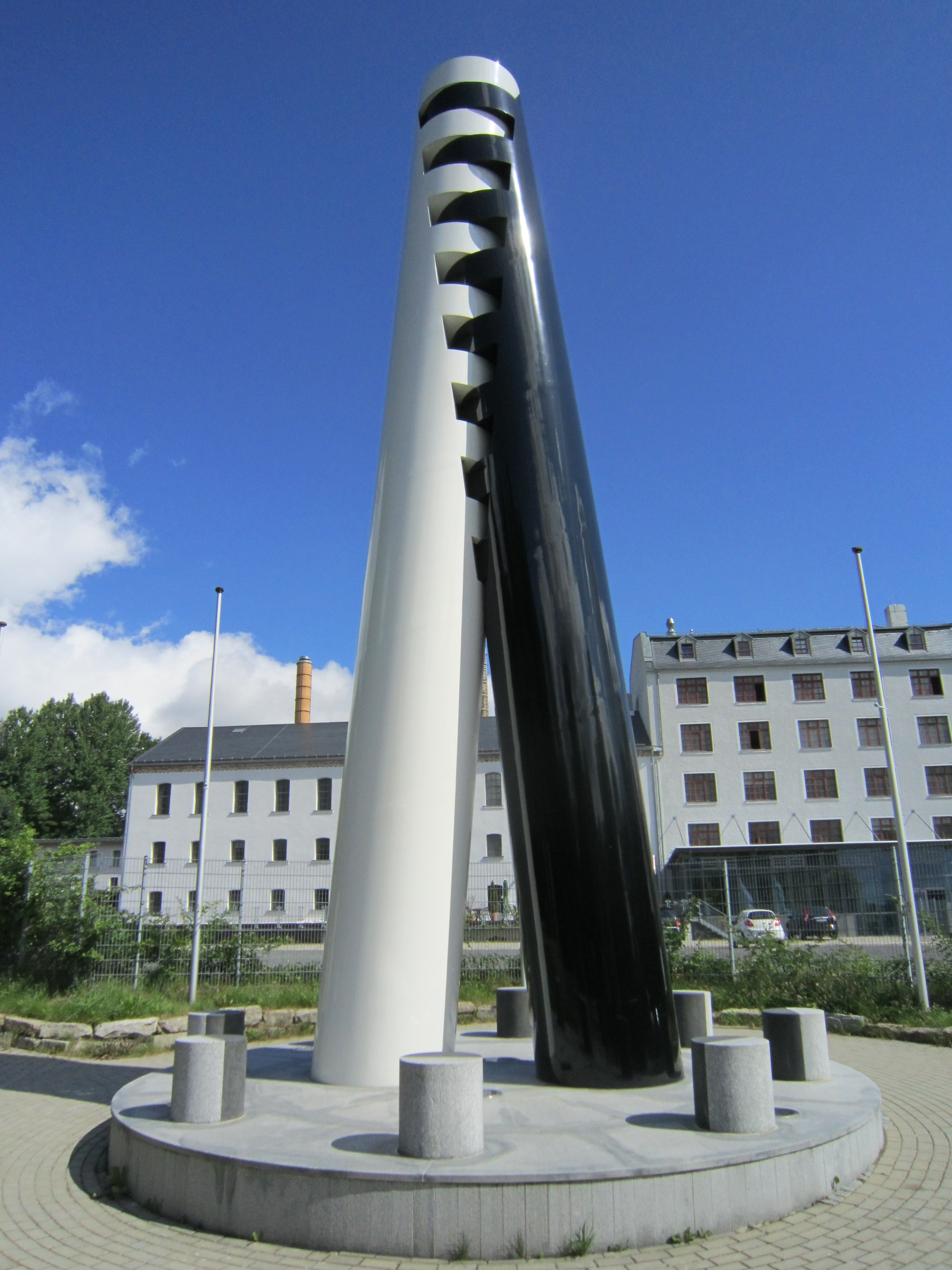
Gebouw Porzellanikon te Selb
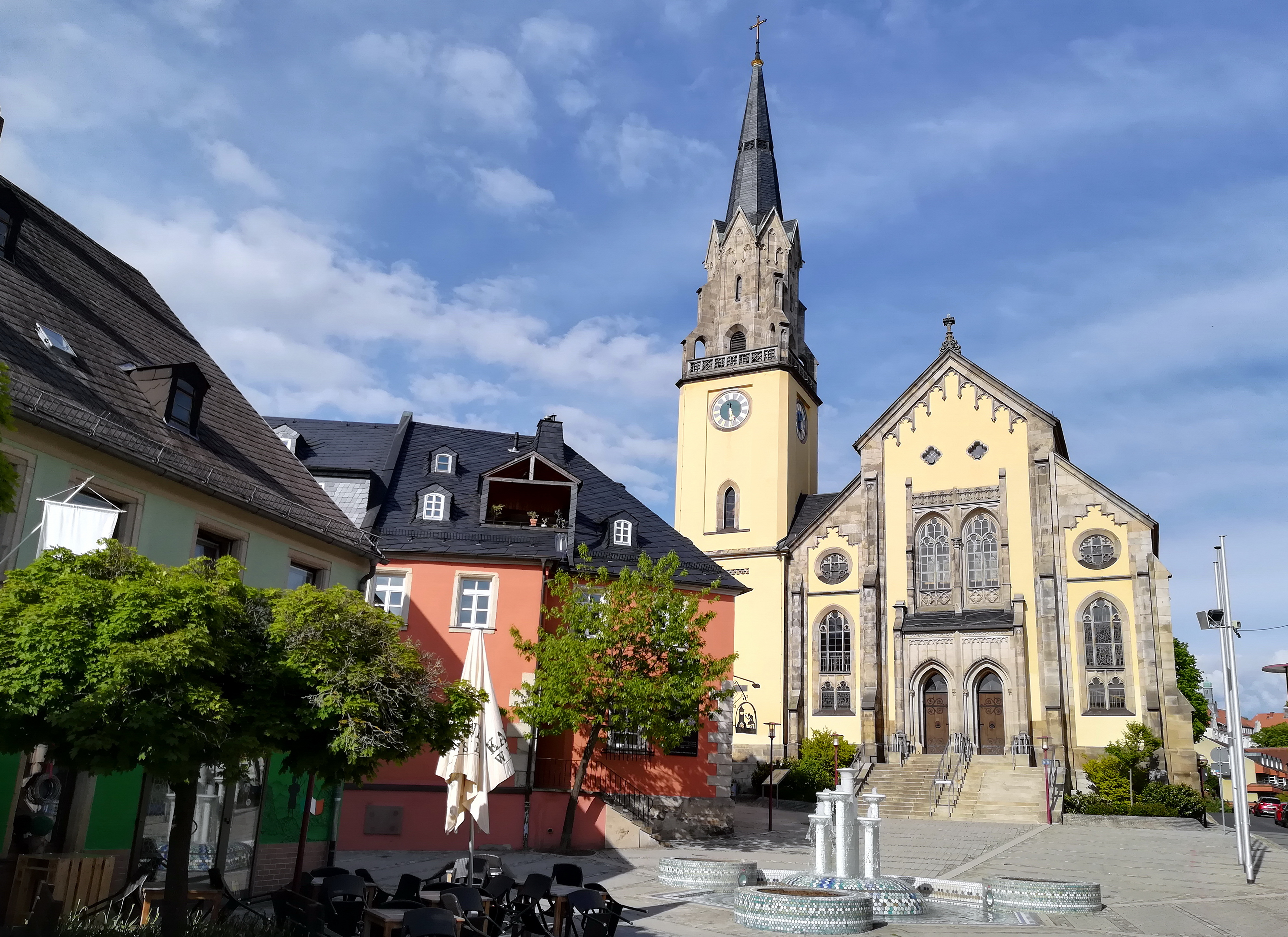
Evang.-lutherse St.Andreas- of Stadskerk (1863)
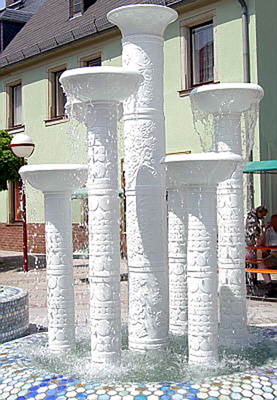
Porseleinfontein op het Maarten-Lutherplein bij deze kerk
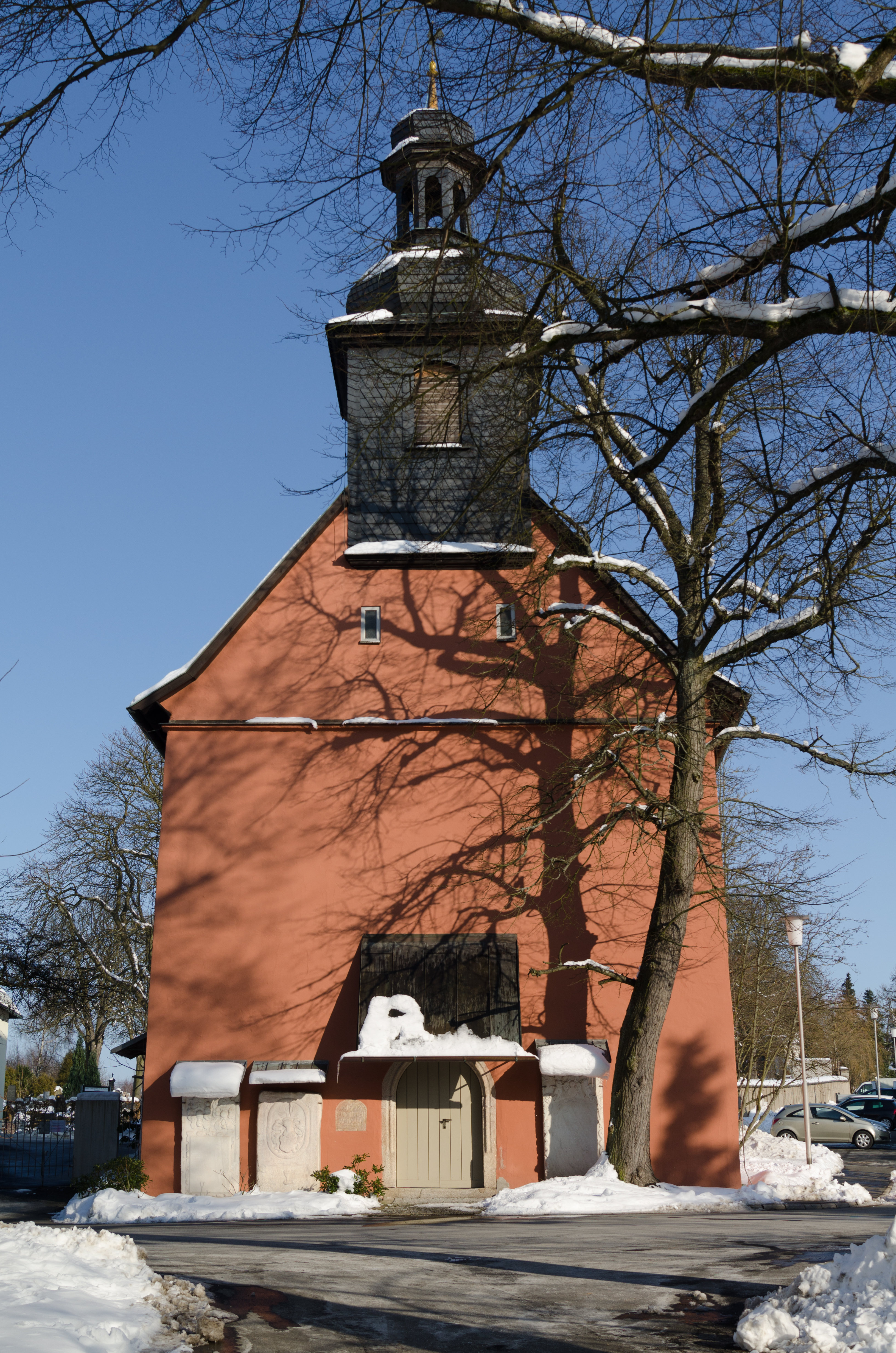
Evang.-lutherse Gottesackerkirche (1613)
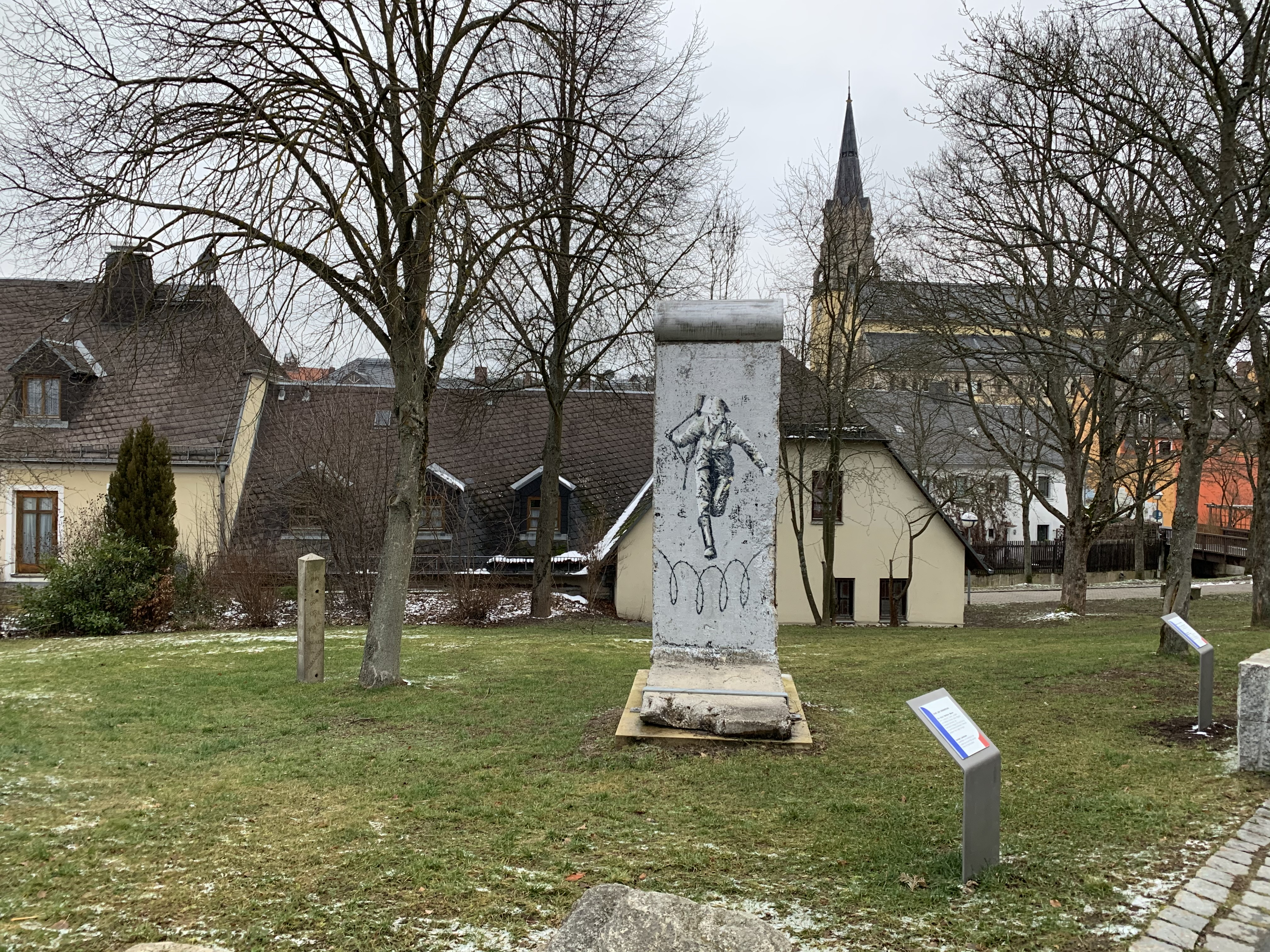
Park der Erinnerung: Sprung in die Freiheit, fragment van de Berlijnse Muur
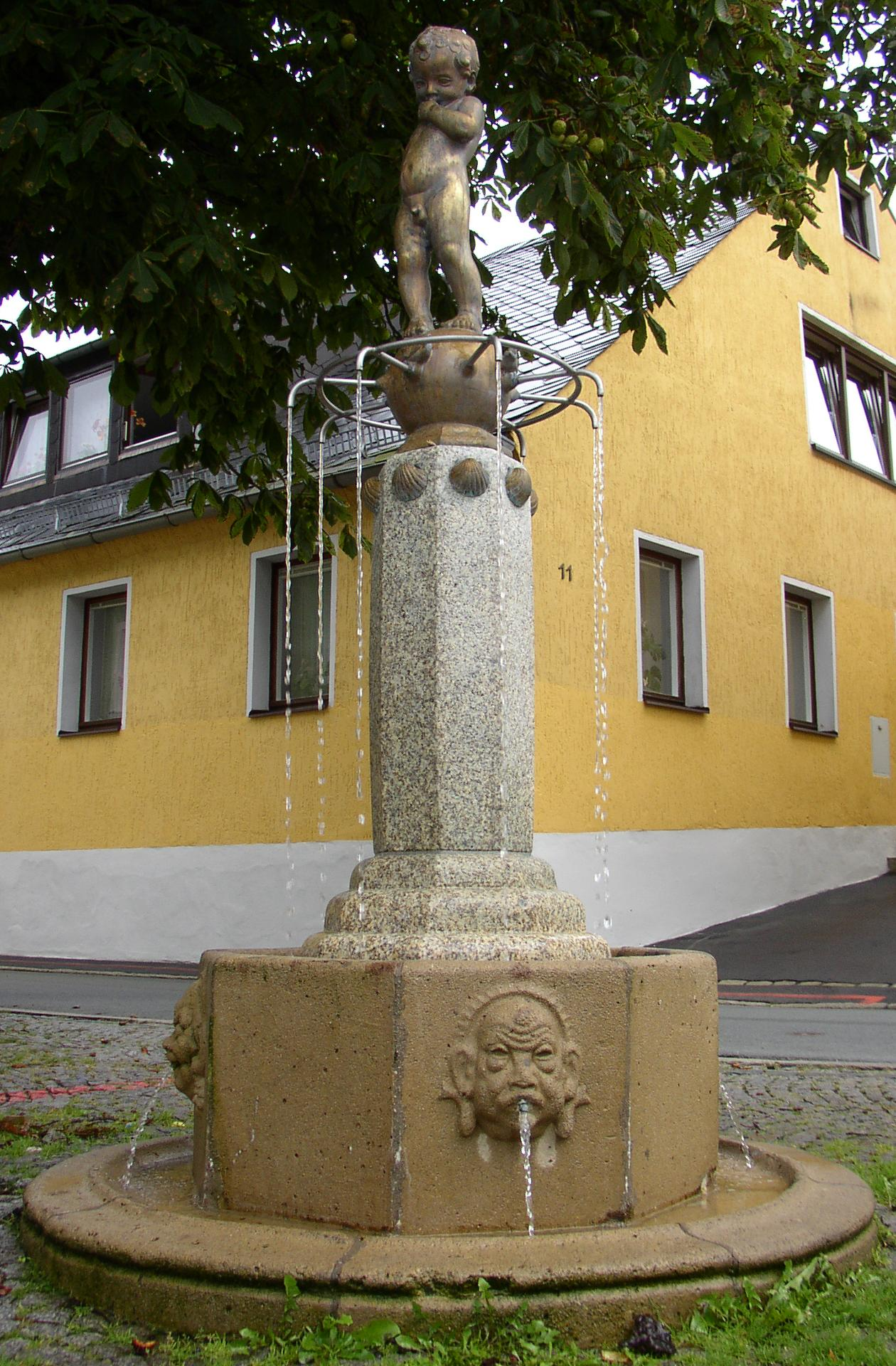
Fontein Buberlbrunnen (1921)
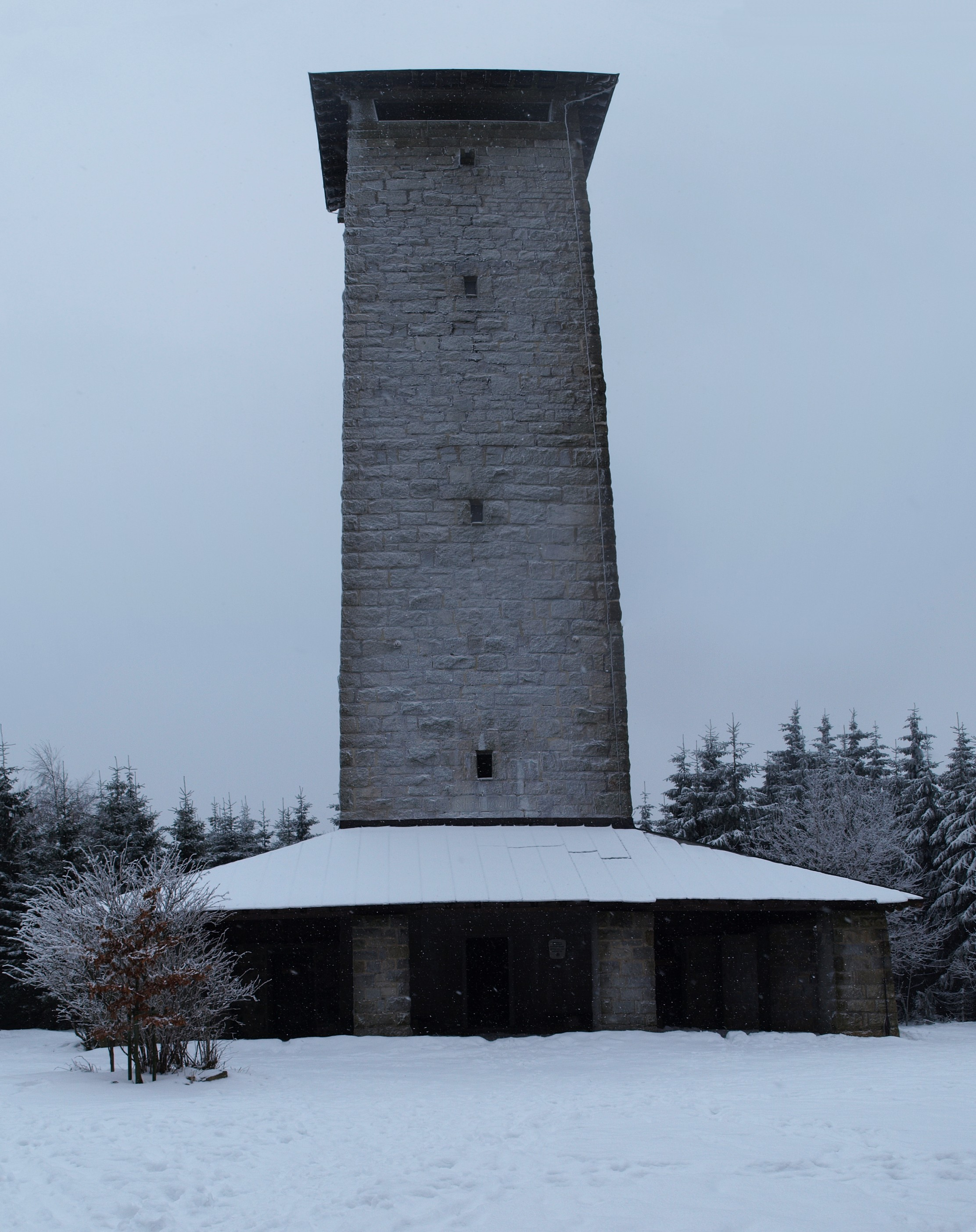
UItzichttoren Schönburgwarte op de Große Kornberg
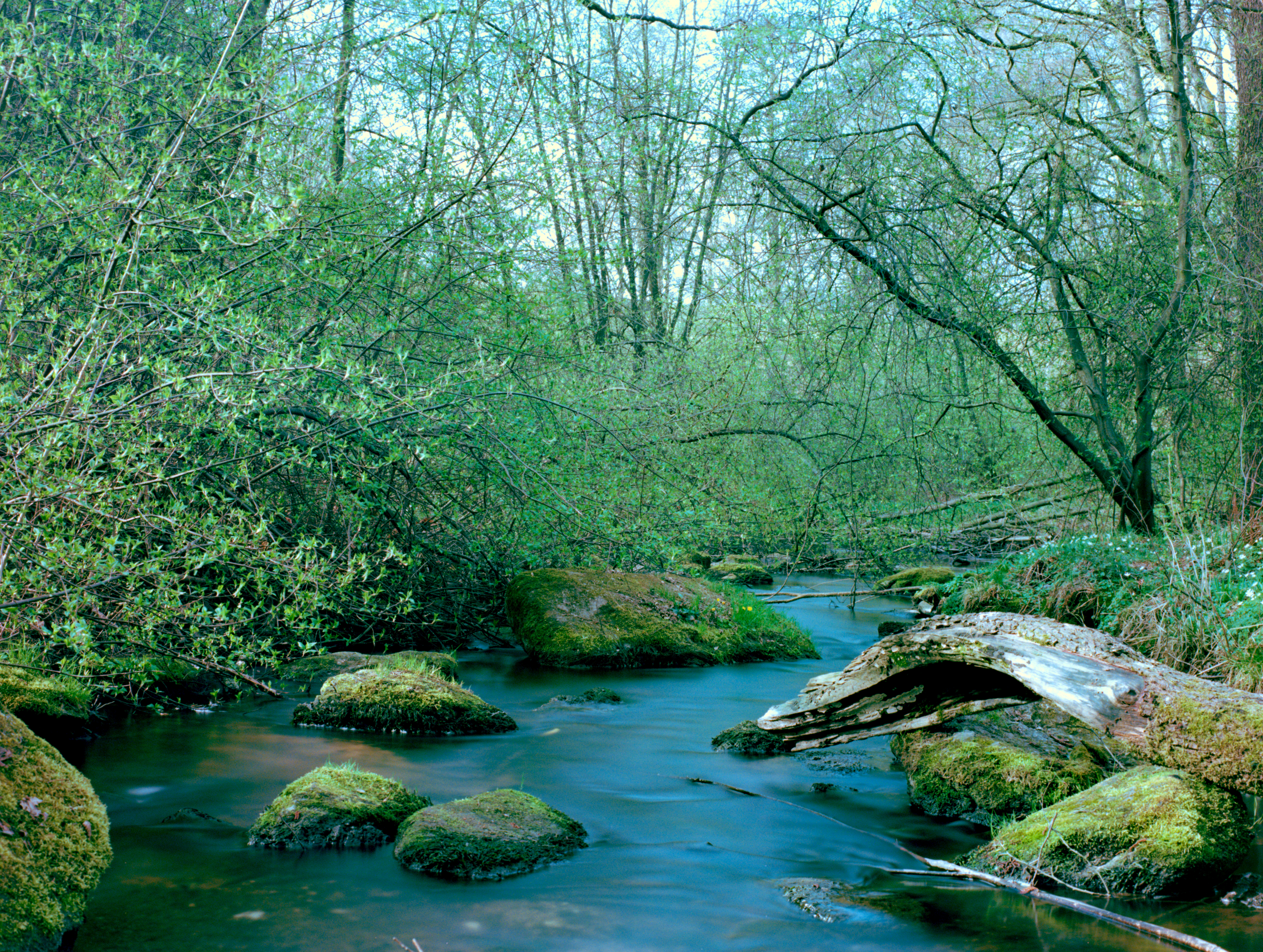
De Selbbach op de locatie Pfaffenleithe in Selb
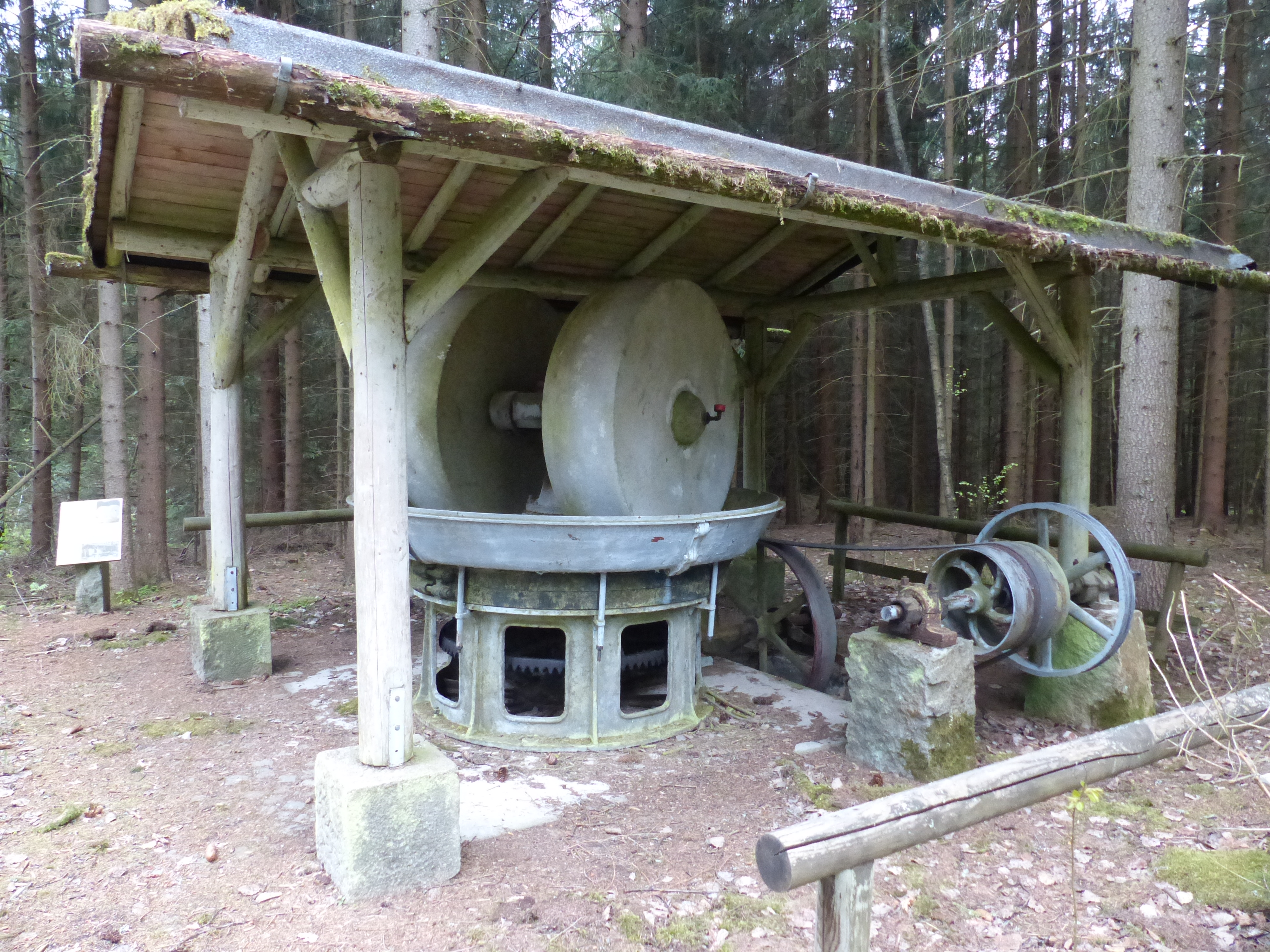
Museum-steengroeve, Häusellohe
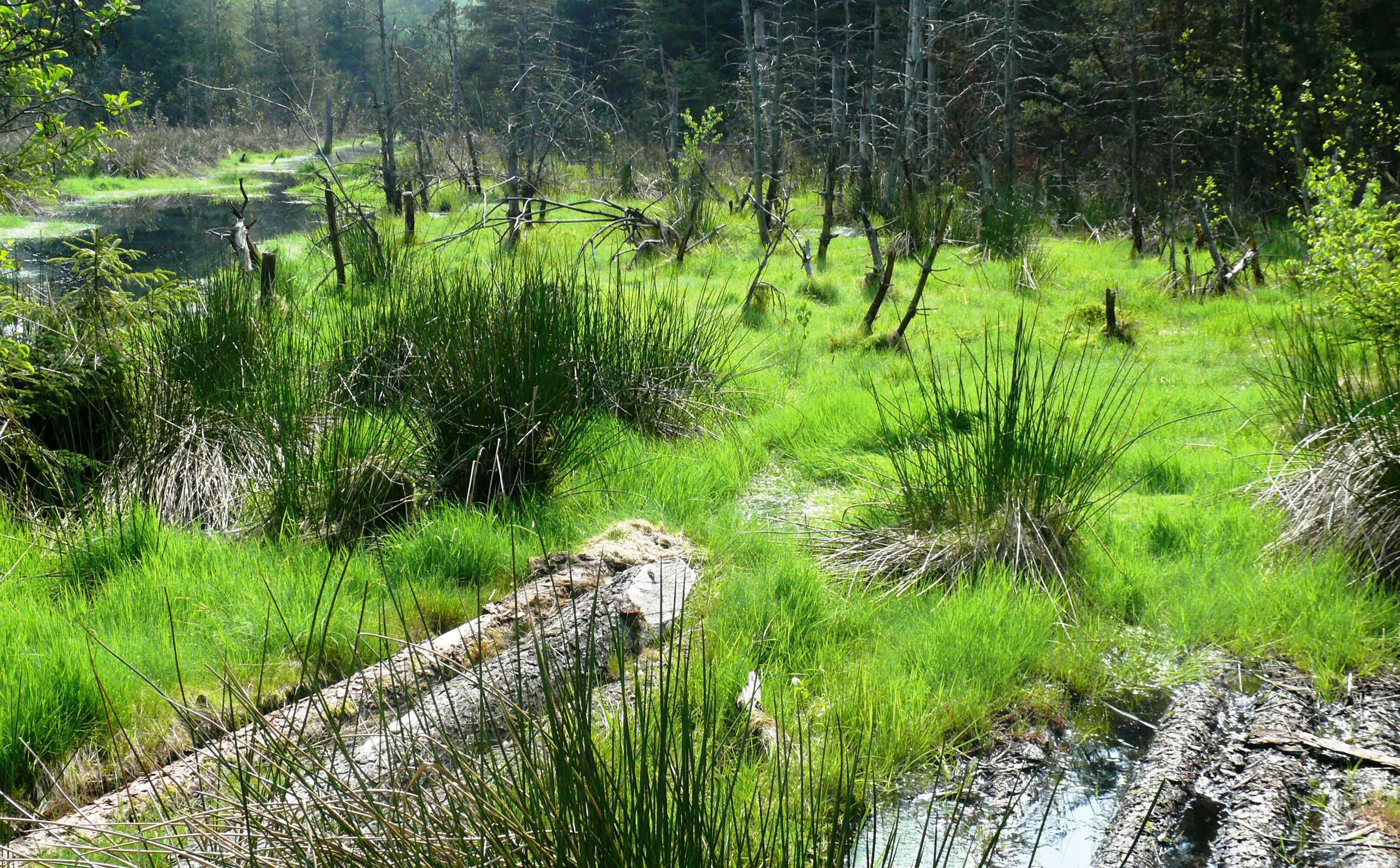
Hoogveenreservaat bij Häusellohe, 4 km ten O van Selb
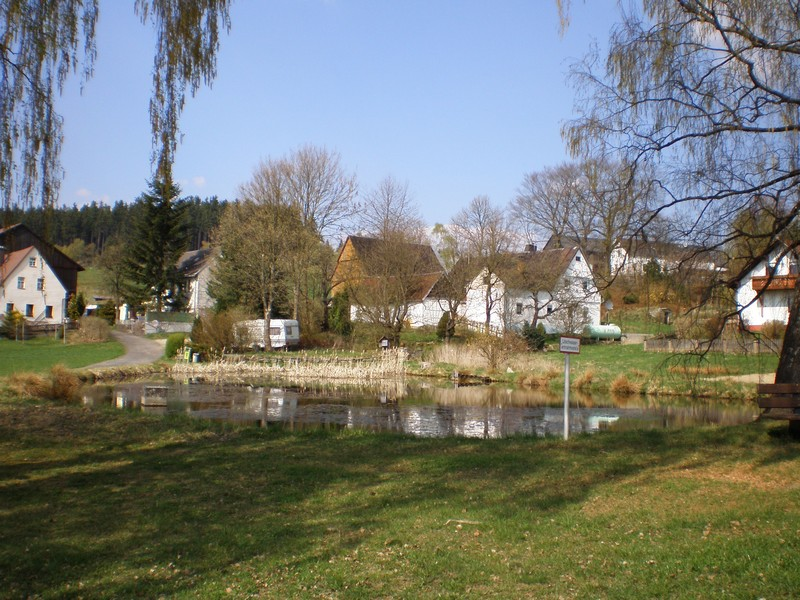
Het dorpje Längenau, knooppunt van wandelroutes in het Fichtelgebergte
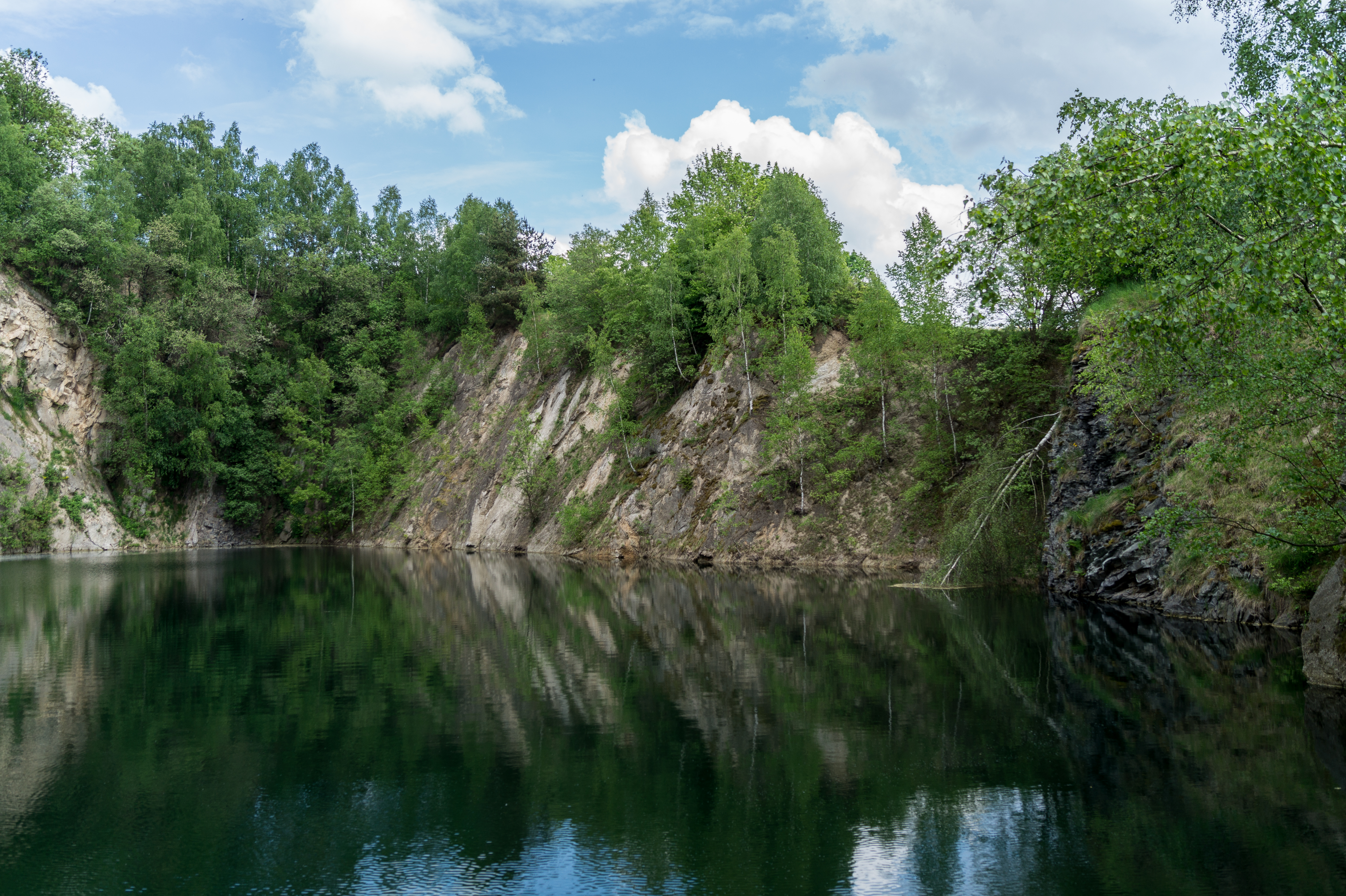
Voormalige steengroeve Wartberg bij dit dorpje

Op twee locaties, in voormalige porseleinfabrieken, o.a. van Rosenthal, in het Selber stadsdeel Plößberg, 2½ km ten noorden van het stadscentrum, en in Hohenberg an der Eger, staat het na renovatie in 2014 gereedgekomen museum Porzellanikon, gewijd aan alle aspecten van de porseleinindustrie. Dit museum is een ankerpunt aan de Europese Route voor Industrieel Erfgoed.
De stad ligt aan een toeristische route, de Bayerische Porzellanstraße, gewijd aan met name de porseleinfabricage. De route voert langs tal van plaatsen, die als industrieel erfgoed van deze bedrijfstak kunnen worden beschouwd. Zie o.a. ook Rehau, dat het middelpunt van deze route is.
Interessant voor de (vroeg-)industriële geschiedenis, omdat het als één der weinige een ietwat vergeten aspect hiervan behandelt, is de museum-steengroeve van Häusellohe, 4 km ten oosten van Selb, in de bossen van het Fichtelgebergte, die met nog enige andere voorbeelden van industrieel erfgoed een bescheiden openluchtmuseum vormt.
De gemeente ligt te midden van veel natuurschoon in het bosrijke middelgebergte Fichtelgebergte. Ten noordwesten van de stad ligt de 827 meter hoge Große Kornberg ( bij goed weer fraai uitzicht). Er zijn dan ook talrijke mogelijkheden voor, ook meerdaagse, wandel- en fietstochten. Sommige wandel- en fietsroutes gaan ook de Tsjechische grens over.
In de stad staat het prestigieuze Rosenthal-Theater, een multifunctioneel gebouw, dat in de Grote Zaal meer dan 600 zitplaatsen heeft. Er kunnen concerten en uitvoeringen van bijna ieder genre muziek, opera, musical en toneel worden verzorgd.
Jaarlijks in september vindt in de gemeente Selb het muziekfestival Festival-Mediaval plaats, met zwaartepunt op het muziekgenre medieval.
In de stad ligt het kleine Park der Erinnerung met monumenten ter herinnering aan de Koude Oorlog en Die Wende.
Talrijke porseleinen fonteinen, gevel- en straatdecoraties in de stad zijn, soms door kunstenaars van naam, in de stad aangebracht; ook het gemeentehuis heeft een porseleinen carillon (Porzellanglockenspiel).

## Stedenbanden
Selb onderhoudt jumelages met:
- Pardubice, Tsjechië
- Mizunami, Japan
- Beaucouzé, Frankrijk

## Sport
In de stad staat een vooral voor ijshockey gebruikt overdekt stadion, de Hutschenreuther- Eissporthalle. IJshockey is in Selb een populaire tak van sport. De plaatselijke ijshockeyclub speelde in 2022 op het op één na hoogste niveau van Duitsland. Enkele ijshockeyers uit Selb hebben het tot het (West-)Duitse nationale team gebracht.
In de omgeving van Selb zijn in het Fichtelgebergte beperkte mogelijkheden aanwezig voor de skisport, vooral voor het langlaufen.

## Belangrijke personen in relatie tot de gemeente
- Philip Rosenthal (geboren in 1916 in Berlijn; overleden op 27 september 2001 in Selb), vanaf 1950 directeur van de porseleinfabriek Rosenthal, later lid van de Duitse Bondsdag voor de SPD.[4]